# William Howard (scénariste)
Pour les articles homonymes, voir William Howard et Howard.
William Howard (né le 18 août 1883 en Allemagne et mort le 23 janvier 1944  à Los Angeles, Californie) est un acteur et scénariste américain.

## Filmographie partielle

### Comme acteur
- 1914 : His Father's Rifle d'Edward LeSaint
- 1915 : The Circular Staircase d'Edward LeSaint

### Comme scénariste
- 1915 : The Sultan of Zulon (+ histoire)